# Fuller Warren

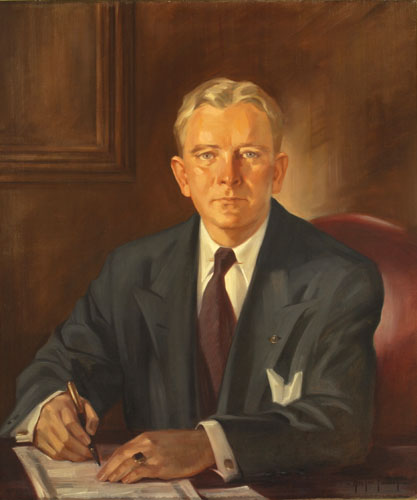
Fuller Warren. Gemälde von Alleynne Foster, Öl auf Leinwand, circa 1950.

Fuller Warren (* 3. Oktober 1905 in Blountstown, Florida; † 23. September 1973 in Miami, Florida) war ein US-amerikanischer Politiker und von 1949 bis 1953 der 30. Gouverneur von Florida.

## Frühe Jahre und politischer Aufstieg
Fuller Warren absolvierte im Jahr 1926 die University of Florida. Bereits im Jahr 1927 wurde er als Mitglied der Demokratischen Partei in das Repräsentantenhaus von Florida gewählt. Nach einer Legislaturperiode entschloss er sich zu einem Jurastudium an der Cumberland University. Nach seinem erfolgreichen Examen und der Zulassung zum Anwalt wurde er juristisch tätig. Gleichzeitig nahm er seine politischen Aktivitäten wieder auf. Zwischen 1931 und 1937 war er im Stadtrat von Jacksonville. Im Jahr 1939 kehrte er für eine weitere Legislaturperiode in das Staatsrepräsentantenhaus zurück. Während des Zweiten Weltkriegs diente Warren im pazifischen Raum in der US Navy.

## Gouverneur von Florida
Im Jahr 1948 wurde er von der Demokratischen Partei für das Amt des Gouverneurs aufgestellt und anschließend von den Wählern auch gewählt. Warren trat seine vierjährige Amtszeit am 4. Januar 1949 an. In seiner Amtszeit wurden die Voraussetzungen für gebührenpflichtige Autobahnen geschaffen (Florida’s Turnpike). Außerdem wurde ein Aufforstungsprogramm beschlossen und eine staatliche Qualitätsprüfung der Zitrusfrüchte eingeführt. Darüber hinaus wurden Hochwasserschutzmaßnahmen ergriffen um auf diesem Gebiet künftig besser geschützt zu sein. Zur Verbesserung der Verkehrssicherheit wurde den Farmern untersagt, ihr Vieh weiterhin frei herumlaufen zu lassen. Offenbar war es besonders auf Autobahnen zu Unfällen mit freilaufendem Vieh gekommen.

## Weiterer Lebenslauf
Nach Ablauf seiner Amtszeit durfte sich Warren auf Grund einer Verfassungsklausel nicht direkt wiederwählen lassen. Nach dem Ausscheiden aus dem Amt des Gouverneurs am 6. Januar 1953 wurde er wieder als Rechtsanwalt tätig. Im Jahr 1956 unternahm er einen erneuten  Versuch noch einmal zum Gouverneur von Florida gewählt zu werden. Dieses Vorhaben scheiterte aber bereits in den Vorwahlen. Danach zog er sich in das Privatleben zurück. Er starb im September 1973 in Miami. Fuller Warren war dreimal verheiratet, hatte aber keine Kinder.